# کنگ علیا
کنگ علیا روستایی در دهستان زاوه بخش مرکزی شهرستان زاوه استان خراسان رضوی ایران است. بر پایه سرشماری عمومی نفوس و مسکن در سال ۱۳۹۰ جمعیت این روستا ۵۴۰ نفر (در ۱۵۳ خانوار) بوده است.